# 文图里汽车
文图里（Venturi），是來自法國的跑車製造商。在80年代中期到90年代中期主要以製造搭載PRV引擎及雷諾變速箱的中置引擎雙座雙門小轎車（coupés）與跑車為主。
在2001年被摩纳哥人Gildo Pallanca牧師買下之後致力於環保的電能驅動車的發展。